# Мадаваска (парафія, Нью-Брансвік)
Мадаваска (англ. Madawaska) — парафія в Канаді, у провінції Нью-Брансвік, центр однойменного графства.

## Населення
За даними перепису 2016 року, парафія нараховувала 10 осіб. Середня густина населення становила 0,1 осіб/км².
100% мешканців мали закінчену шкільну освіту, не мали закінченої шкільної освіти — 100%, 100% мали післяшкільну освіту, з яких 100% мали диплом бакалавра, або вищий, 28014 осіб мали вчений ступінь.
| Статево-вікова структура населення | Статево-вікова структура населення | Статево-вікова структура населення | Статево-вікова структура населення | Статево-вікова структура населення |
| ---------------------------------- | ---------------------------------- | ---------------------------------- | ---------------------------------- | ---------------------------------- |
|                                    |                                    |                                    |                                    |                                    |
| Всього                             | Всього                             | 50,0%                              |                                    |                                    |
| 0 — 14 років                       | 0 — 14 років                       |                                    | 33,2%                              | 33,2%                              |
| 15 — 64 років                      | 15 — 64 років                      |                                    | 33,3%                              | 33,3%                              |
| 65 і більше                        | 65 і більше                        |                                    | 33,5%                              | 33,5%                              |
| 85 і більше                        | 85 і більше                        |                                    | 33,6%                              | 33,6%                              |
| 100 і більше                       | 100 і більше                       |                                    | 33,6%                              | 33,6%                              |
| Середній вік (років)               | Середній вік (років)               | 2 032,0                            | 2 032,0                            | 2 032,0                            |
| Медіана (років)                    | Медіана (років)                    | 2 033,0                            | 2 033,0                            | 2 033,0                            |
| — чоловіки — жінки                 |                                    |                                    |                                    |                                    |

| Походження мешканців:     | Походження мешканців:     | Походження мешканців: | Походження мешканців: | Походження мешканців: |
| ------------------------- | ------------------------- | --------------------- | --------------------- | --------------------- |
| Походження                |                           |                       | осіб                  | %                     |
| Корінні американці        | Корінні американці        |                       | 26001                 | 100%                  |
| Інше північноамериканське | Інше північноамериканське |                       | 26005                 | 100.02%               |
| Європейське               | Європейське               |                       | 26015                 | 100.06%               |
| британське                | британське                |                       | 26016                 | 100.06%               |
| французьке                | французьке                |                       | 26025                 | 100.1%                |
| українське                | українське                |                       | 26062                 | 100.24%               |
| Латинськоамериканське     | Латинськоамериканське     |                       | 26110                 | 100.42%               |
| Карибське                 | Карибське                 |                       | 26089                 | 100.34%               |
| Африканське               | Африканське               |                       | 26135                 | 100.52%               |
| Азійське                  | Азійське                  |                       | 26203                 | 100.78%               |
| Океанійське               | Океанійське               |                       | 26269                 | 101.03%               |

## Клімат
Середня річна температура становить 3,3°C, середня максимальна – 22,3°C, а середня мінімальна – -20,2°C. Середня річна кількість опадів – 1 089 мм.
| Клімат поселення                              | Клімат поселення | Клімат поселення | Клімат поселення | Клімат поселення | Клімат поселення | Клімат поселення | Клімат поселення | Клімат поселення | Клімат поселення | Клімат поселення | Клімат поселення | Клімат поселення | Клімат поселення |
| Показник                                      | Січ.             | Лют.             | Бер.             | Квіт.            | Трав.            | Черв.            | Лип.             | Серп.            | Вер.             | Жовт.            | Лист.            | Груд.            |                  |
| Середній максимум, °C                         | −7,51            | −5,57            | 0,97             | 8,47             | 16,62            | 21,77            | 22,30            | 21,12            | 15,95            | 9,79             | 3,14             | −5,38            |                  |
| Середня температура, °C                       | −13,86           | −11,9            | −5,38            | 2,11             | 10,28            | 15,44            | 18,28            | 17,10            | 11,94            | 5,76             | −0,88            | −9,42            |                  |
| Середній мінімум, °C                          | −20,2            | −18,26           | −11,72           | −4,22            | 3,94             | 9,08             | 14,27            | 13,08            | 7,90             | 1,74             | −4,89            | −13,44           |                  |
| Норма опадів, мм                              | 89               | 72               | 72               | 69               | 88               | 90               | 110              | 104              | 96               | 96               | 97               | 106              |                  |
| Середньомісячна швидкість вітру, м/с          | 4.00             | 4.02             | 4.14             | 3.92             | 3.63             | 3.30             | 2.96             | 2.92             | 3.21             | 3.61             | 3.80             | 4.00             |                  |
| Середньомісячна сонячна радіація, кДж/м²·день | 4963             | 8226             | 12158            | 15943            | 18596            | 20244            | 19620            | 17168            | 12561            | 7693             | 4560             | 3757             |                  |
| --------------------------------------------- | ---------------- | ---------------- | ---------------- | ---------------- | ---------------- | ---------------- | ---------------- | ---------------- | ---------------- | ---------------- | ---------------- | ---------------- | ---------------- |
| Джерело:                                      |                  |                  |                  |                  |                  |                  |                  |                  |                  |                  |                  |                  |                  |